# Obermögersheim

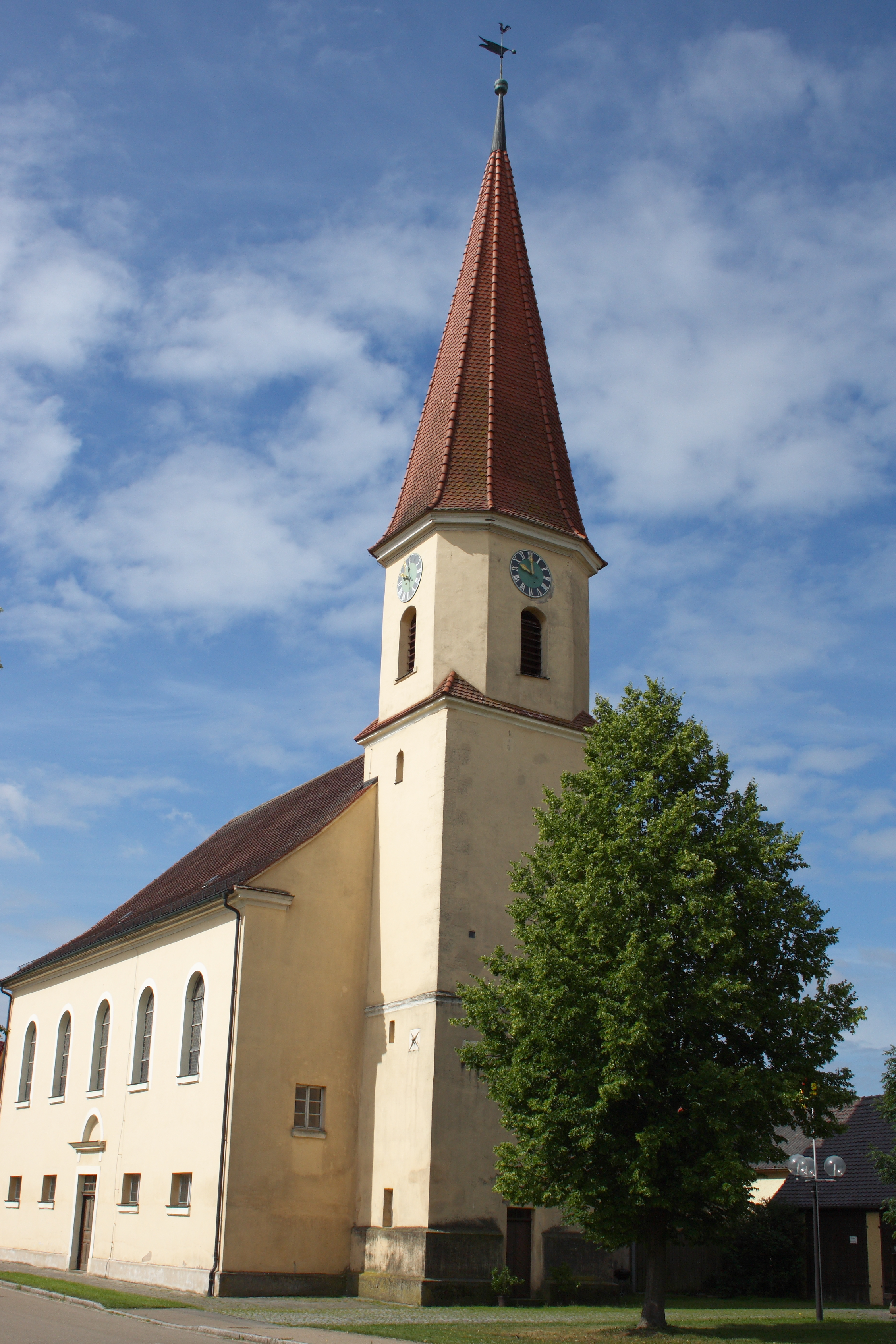
Pfarrkirche St. Anna

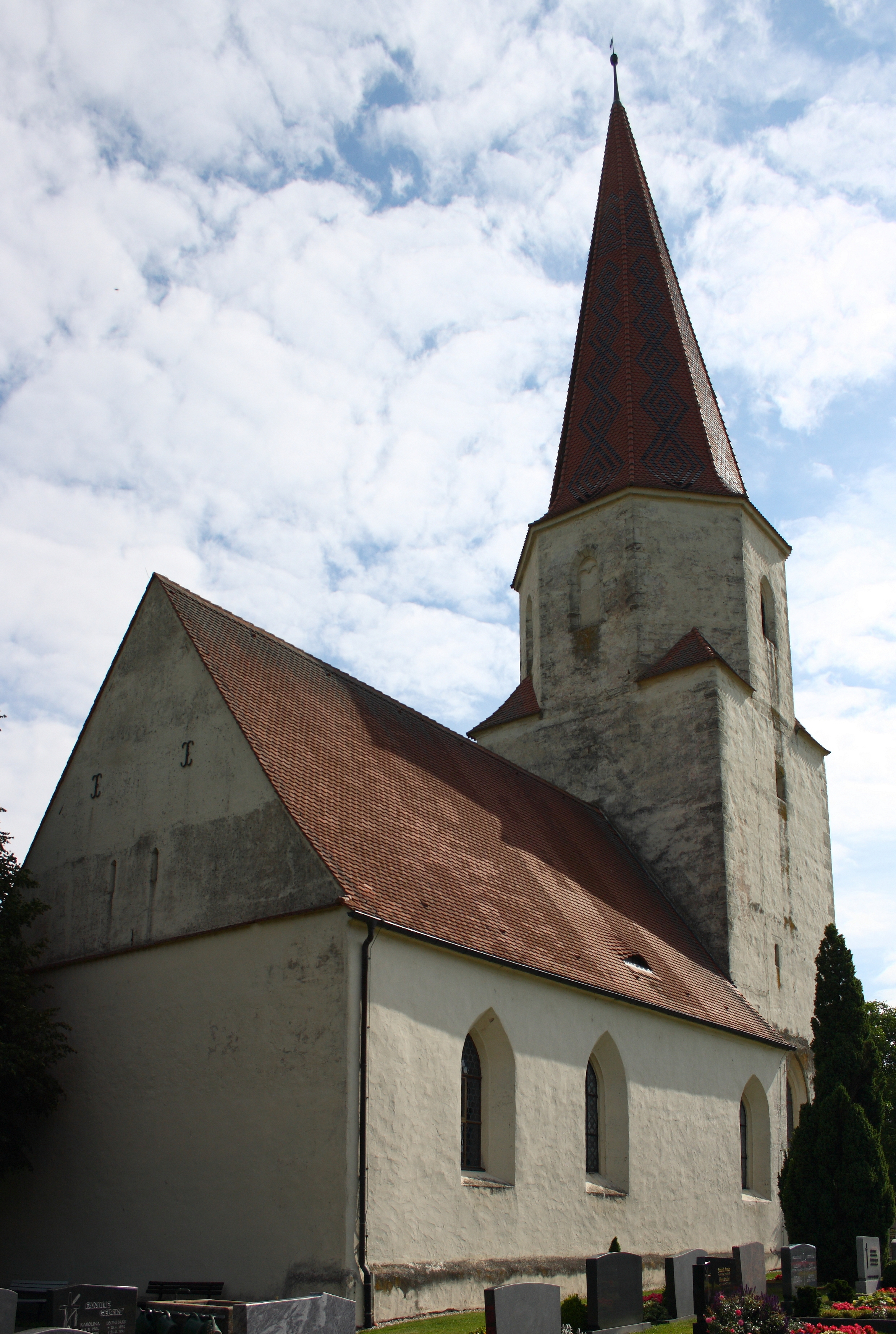
Friedhofskapelle St. Martin

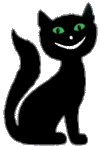
Der Koder, das Wahrzeichen von Obermögersheim

Obermögersheim ist ein Gemeindeteil der Stadt Wassertrüdingen im Landkreis Ansbach (Mittelfranken, Bayern). Die Gemarkung Obermögersheim hat eine Fläche von 12,586 km². Sie ist in 933 Flurstücke aufgeteilt, die eine durchschnittliche Fläche von 13.490,02 m² haben. In ihr liegt neben dem namensgebenden Ort der Gemeindeteil Laufenbürg. In der Gemarkung gibt es 548 Einwohner (Stand März 2023).

## Geografie
Das Pfarrdorf liegt etwa vier Kilometer nordöstlich von Wassertrüdingen unweit der Grenze zum Landkreis Weißenburg-Gunzenhausen. In einer flachwelligen bis hügeligen Landschaft, zwischen dem Hahnenkamm und dem Fränkischen Seenland, liegt der Ort in einer breiten Mulde 454 m ü. NHN. Im Süden befindet sich die Anhöhe Wachtlerberg (587 m ü. NHN), im Norden der Rastberg (534 m ü. NHN), im Südwesten der Eiselberg (503 m ü. NHN). Im Süden liegt das Flurgebiet Stein, im Westen das Perlichfeld und im Osten das Winkelfeld. Die Kreisstraße AN 61/WUG 26 führt nach Unterschwaningen zur Staatsstraße 2221 (3,2 km nordwestlich) bzw. nach Gnotzheim (3,7 km östlich). Eine Gemeindeverbindungsstraße führt nach Geilsheim zur Staatsstraße 2218 (3,2 km südlich).

## Geschichte
Das ehemalige Freidorf wurde erstmals 802 urkundlich erwähnt. Von 1163 bis 1366 ist ein Ortsadel nachweisbar, der sich von Megersheim nennt.
Der im Dreißigjährigen Krieg stark mitgenommene Ort konnte nach dem Friedensschluss durch zahlreiche österreichische Glaubensflüchtlinge neu besiedelt werden, die hier eine neue Heimat fanden.
Gegen Ende des 18. Jahrhunderts wurde das Hochgericht gemeinschaftlich vom ansbachischen Oberamt Wassertrüdingen und dem oettingen-spielbergischen Oberamt Spielberg ausgeübt. Die Dorf- und Gemeindeherrschaft hatte die Gemeinde selbst inne, da es ein Freidorf war. Es gab 109 Anwesen und ein Schloss, eine Pfarrkirche, eine Friedhofskirche, ein Pfarrhaus, ein Gemeindehirtenhaus, eine Gemeindeschmiede mit Schulhaus im oberen Stockwerk. Grundherren waren
- das Fürstentum Ansbach (381⁄2 Anwesen; Verwalteramt Auhausen: 3 Lehengüter, 1 Zweidrittellehen, 1 Drittellehen, 2 Sölden, 1 Haus; Verwalteramt Heidenheim: 1 Sölde, 2 Halbsölden, 3 Hauslehen, 2 halbe Hauslehen, gemeinsam mit Amt Sammenheim 1 halber Meierhof, 4 Achtelmeierhöfe, 2 Halbhöfe; Verwalteramt Rechenberg: 4 Sölden, 4 halbe Sölden; Verwalteramt Treuchtlingen: 1 Haus; Kastenamt Wassertrüdingen: 2 Gütlein, 2 halbe Gütlein, 1 Haus, 4 halbe Häuser; Verwalteramt Solnhofen gemeinsam mit Amt Sammenheim: 2 Halbhöfe)
- das Fürstentum Oettingen-Spielberg (341⁄2 Anwesen; Evangelisches Oberamt Oettingen: 5 Sölden, 2 halbe Sölden; Amt Sammenheim: 3 Sölden, 2 halbe Sölden, 2 Häuser, 4 Halbhäuser, gemeinsam mit dem Verwalteramt Heidenheim 1 halber Meierhof, 4 Achtelmeierhöfe, 2 Halbhöfe, gemeinsam mit dem Verwalteramt Solnhofen 2 Halbhöfe; Oberamt Spielberg: 2 Höfe, 10 Sölden)
- das Rittergut Obermögersheim (19 Anwesen; 1 Wirtschaft mit Brau-, Branntweinbrenn- und Backrecht, 1 Lehengut, 4 Söldengüter, 7 Söldenhäuser, 1 Söldenhaus mit Bierschank- und Backrecht, 5 Häuser)
- die Kirche Obermögersheim (5 Güter)
- die Pfarrei Obermögersheim (1 Hofgut, 1 Söldenhaus)
- die Obere Kaplanei Gunzenhausen (1 halbes Lehengut)
- das Spital Gunzenhausen (1 Söldenhaus)
- die Stadtpfarrkirche Gunzenhausen (2 Halbhäuser)
- die Gemeinde Obermögersheim (1 Schmiede, 3 Söldenhäuslein)
- Freieigen (2 Güter).[8][9]

Von 1797 bis 1808 unterstand der Ort dem Justiz- und Kammeramt Wassertrüdingen. Von März bis September 1806 cantonnierte das 34. französische Linienregiment der napoleonischen Truppen im Ort und in der Umgebung. Im Schloss war ein Lazarett eingerichtet.
1806 kam Obermögersheim an das Königreich Bayern. Mit dem Gemeindeedikt wurde 1809 der Steuerdistrikt Obermögersheim gebildet, zu dem Kröttenbach, Laufenbürg und Nordstetten gehörten. Gleichzeitig entstand zusammen mit Laufenbürg und Nordstetten die Ruralgemeinde Obermögersheim. Mit dem Zweiten Gemeindeedikt (1818) wurden zwei Ruralgemeinden gebildet:
- Nordstetten,
- Obermögersheim mit Laufenbürg.[13][14]

Die Gemeinde Obermögersheim war in Verwaltung und Gerichtsbarkeit dem Landgericht Wassertrüdingen zugeordnet und in der Finanzverwaltung dem Rentamt Wassertrüdingen (1919 in Finanzamt Wassertrüdingen umbenannt, 1932–1973 Finanzamt Gunzenhausen, seit 1973 Finanzamt Ansbach). Die Verwaltung übernahm 1862 das neu geschaffene Bezirksamt Dinkelsbühl (1939 in Landkreis Dinkelsbühl umbenannt). Mit der Auflösung des Landkreises Dinkelsbühl im Jahr 1972 kam Obermögersheim an den Landkreis Ansbach. Die Gerichtsbarkeit blieb beim Landgericht Wassertrüdingen (1879 in Amtsgericht Wassertrüdingen umbenannt), von 1956 bis 1970 war das Amtsgericht Gunzenhausen zuständig und von 1970 bis 1973 das Amtsgericht Dinkelsbühl, das seit 1973 eine Zweigstelle des Amtsgerichtes Ansbach ist. Die Gemeinde hatte 1964 eine Gebietsfläche von 12,591 km². Im Zuge der Gebietsreform in Bayern wurde Obermögersheim am 1. Juli 1972 nach Wassertrüdingen eingemeindet.

### Schlossherren
Als Besitzer des Obermögersheimer Schlosses sind nachweisbar:
- 1418–1448 Seitz von Kempnaten († 1448)
- 1448–1491 Ulrich von Kempnaten († 1491), sein Sohn
- 1491–1496 Jörg von Kempnaten († 1504), sein Sohn
- 1496–1523 Bernhart von Rossau († 1523), sein Schwager
- 1523–1579 Hans Georg I. von Rossau († 1579), sein Sohn
- 1579–1595 Hans Georg II. von Rossau († 1595), sein Sohn
- 1595–1606 Hans Georg III. von Rossau († 1606), sein Sohn
- 1606–1622 Hans Wolf von Rossau († 1622), Sohn von Hans Georg I. von Rossau
- 1623–1632 Wilhelm von Goltstein († 1632), Ehemann der Nichte des Hans Georg II. von Rossau
- 1632–1667 Conrad Wilhelm Freiherr von Goltstein († 1713), sein Sohn
- 1667–1669 Jobst Wilhelm von Jaxtheim († 1669), sein Schwager
- 1669–1717 Christoph Sebastian von Jaxtheim († 1717), sein Sohn aus 1. Ehe
- 1717–1773 Wolf Sigmund von Jaxtheim († 1773), sein Sohn aus 2. Ehe
- 1773–1813 Juliana Philippina Wilhelmina Freiin von Stein zum Altenstein († 1813), geb. Freiin von Adelsheim, Enkelin des Wolf Sigmund von Jaxtheim, verheiratet mit Friedrich Ernst Freiherrn von Stein zum Altenstein († 1780)
- 1813–1840 Karl Sigmund Franz Freiherr von Stein zum Altenstein († 1840), ihr Sohn, 1. Kultusminister in Preußen, und sein Bruder Sigmund Ludwig August Freiherr von Stein zum Altenstein († 1835)
- 1840–1849 Louise Caroline Freiin von Stein († 1864), Tochter von Sigmund Ludwig August Freiherr von Stein zum Altenstein, verheiratet mit August Karl Freiherrn von Stein, einem Enkel von Goethes Freundin Charlotte von Stein

Das baufällige Schloss wurde in den 1840er Jahren auf Abbruch verkauft.

### Baudenkmäler
In Obermögersheim gibt es 14 Baudenkmäler:
- Burlesberg: Ehemalige Schafscheune, verputzter Massivbau mit tief heruntergezogenem Satteldach, 19. Jahrhundert
- Haus Nr. 1: Ehemaliges Bauernhaus, zweigeschossiges Wohnstallhaus mit Steildach und reich verziertem Portal, bez. 1895.
- Haus Nr. 2: Gasthaus, zweigeschossiger Putzbau auf hohem Kellergeschoss mit Profilierungen und Satteldach, Mitte 19. Jahrhundert, Umbau 1881; Nebengebäude, schmaler verputzter Satteldachbau, 2. Hälfte 19. Jahrhundert
- Haus Nr. 62: Zwiehof: Wohnstallhaus, zweigeschossiger verputzter Satteldachbau, im Kern 18. Jahrhundert, bez. 1890; Scheune, zweigeschossiger Putzbau mit Satteldach, 2. Hälfte 19. Jahrhundert
- Haus Nr. 100: Evangelisch-lutherische Pfarrkirche, ehemals St. Anna, sogenannte Untere Kirche, schlichter verputzter Saalbau von 1821, Turm im Kern mittelalterlich; mit Ausstattung.
- Haus Nr. 104: Evangelisch-lutherisches Pfarrhaus, zweigeschossiger Putzbau mit Mansardwalmdach, 1716.
- Haus Nr. 108: Wohnstallhaus des ehemaligen Zweiseithofes, erdgeschossiger verputzter Satteldachbau, bez. 1764; Scheune, massiver Putzbau mit Satteldach, 2. Hälfte 19. Jahrhundert
- Haus Nr. 120: Teile der ehemaligen Schlossmauer, Haustein. (Adelssitz 1840 abgebrochen)
- Haus Nr. 138: Gasthaus und ehemalige Brauerei Bickel, zweigeschossiger Putzbau mit Krüppelwalm, im Kern 17./18. Jahrhundert, umgebaut 1860; Nebengebäude mit Brauhaus, ein- und zweigeschossiger Putzbau mit Satteldach, 1865 anstelle älterer Brauanlagen errichtet; mit Ausstattung; Kellerhaus, mit Fachwerküberbau, wohl 18./19. Jahrhundert
- Haus Nr. 146: Wohnstallhaus des Zwiehofes, erdgeschossiger verputzter Sandsteinquaderbau mit Steildach, bez. 1902.
- Haus Nr. 152: Erdgeschossiges massives Wohnstallhaus mit Zwerchhaus-Erweiterung, 18./19. Jahrhundert
- Haus Nr. 156: Erdgeschossiges massives Wohnstallhaus, 18./19. Jahrhundert; massive Scheune; große Hoflinde.
- Haus Nr. 194: Evangelisch-lutherische Friedhofskirche, sogenannte Obere Kirche, ehemals St. Martin, spätromanischer Chorturm mit Spitzhelm, flachgedecktes Langhaus, 15. Jahrhundert; mit Ausstattung; Friedhofsmauer, Bruchsteinmauerwerk.
- Haus Nr. 206: Erdgeschossiges massives Wohnstallhaus mit Zwerchhaus-Erweiterung, 18./19. Jahrhundert

### Bodendenkmäler
In der Gemarkung Obermögersheim gibt es 13 Bodendenkmäler.

### Einwohnerentwicklung
Gemeinde Obermögersheim
| Jahr      | 1818   | 1840   | 1852   | 1855   | 1861   | 1867   | 1871   | 1875   | 1880   | 1885   | 1890   | 1895   | 1900   | 1905   | 1910   | 1919   | 1925   | 1933   | 1939   | 1946   | 1950   | 1952   | 1961   | 1970   |
| Einwohner | 700    | 740    | 711    | 654    | 658    | 649    | 662    | 652    | 626    | 613    | 589    | 623    | 605    | 640    | 623    | 595    | 559    | 538    | 521    | 706    | 689    | 679    | 525    | 545    |
| Häuser    | 116    | 116    |        |        |        |        | 138    |        |        | 136    | 141    |        | 136    |        |        |        | 123    |        |        |        | 122    |        | 119    |        |
| Quelle    | [ 21 ] | [ 22 ] | [ 23 ] | [ 23 ] | [ 24 ] | [ 25 ] | [ 26 ] | [ 27 ] | [ 28 ] | [ 29 ] | [ 30 ] | [ 23 ] | [ 31 ] | [ 23 ] | [ 32 ] | [ 23 ] | [ 33 ] | [ 23 ] | [ 23 ] | [ 23 ] | [ 34 ] | [ 23 ] | [ 15 ] | [ 35 ] |

Ort Obermögersheim
| Jahr      | 001818 | 001840 | 001861 | 001871 | 001885 | 001900 | 001925 | 001950 | 001961 | 001970 | 001987 | 002006 | 002016 | 002023 |
| Einwohner | 686    | 722    | 642    | 653    | 604    | 595    | 544    | 667    | 515    | 535    | 479    | *532   | *530   | *548   |
| Häuser    | 114    | 114    |        |        | 134    | 135    | 122    | 120    | 117    |        | 111    |        |        |        |
| Quelle    | [ 21 ] | [ 22 ] | [ 24 ] | [ 26 ] | [ 29 ] | [ 31 ] | [ 33 ] | [ 34 ] | [ 15 ] | [ 35 ] | [ 36 ] | [ 37 ] | [ 37 ] | [ 2 ]  |

## Religion
Der Ort ist seit der Reformation evangelisch-lutherisch geprägt und Sitz der Pfarrei St. Anna. Die Einwohner römisch-katholischer Konfession waren ursprünglich nach St. Maria Magdalena (Cronheim) gepfarrt, heute ist die Pfarrei Heilig Geist (Wassertrüdingen) zuständig.

## Vereine
Es gibt zahlreiche Vereine in Obermögersheim, darunter die Freiwillige Feuerwehr, evang. Landjugend, Sport-, Reservisten-, Gartenbau-, Schützen- und Gesangsverein.

## Sonstiges
- Bekannt wurde Obermögersheim unter anderem durch die Braumeisterin „Brui Mina“, Wilhelmina Bickel.
- In Obermögersheim gibt es zwei Kirchen: St. Martin und St. Anna.
- Leonhard Niederlöhner (1854–1930), Reichstagsabgeordneter, lebte hier.